# Тиль-Шатель
Тиль-Шате́ль (фр. Til-Châtel) — коммуна во Франции, находится в регионе Бургундия. Департамент коммуны — Кот-д’Ор. Входит в состав кантона Ис-сюр-Тий. Округ коммуны — Дижон.
Код INSEE коммуны — 21638.

## Население
Население коммуны на 2010 год составляло 1001 человек.
| 1962 | 1968 | 1975 | 1982 | 1990 | 1999 | 2010 |
| ---- | ---- | ---- | ---- | ---- | ---- | ---- |
| 745  | 731  | 735  | 755  | 768  | 825  | 1001 |

## Экономика
В 2010 году среди 635 человек трудоспособного возраста (15—64 лет) 519 были экономически активными, 116 — неактивными (показатель активности — 81,7 %, в 1999 году было 74,4 %). Из 519 активных жителей работали 489 человек (270 мужчин и 219 женщин), безработных было 30 (13 мужчин и 17 женщин). Среди 116 неактивных 37 человек были учениками или студентами, 43 — пенсионерами, 36 были неактивными по другим причинам.